# Chicomoztoc

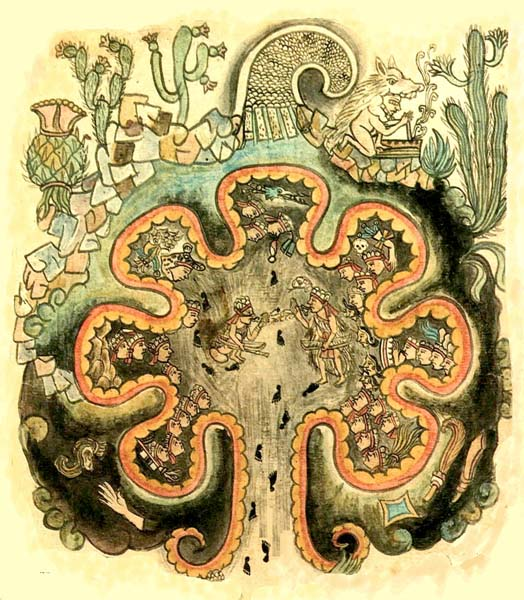
Le sette caverne di Chicomoztoc, illustrazione tratta dallHistoria Tolteca-Chichimeca. La rappresentazione di una "montagna curva" sulla sommità del dipinto viene interpretata come un riferimento a Culhuacan

Chicomoztoc è il mitologico luogo d'origine di Aztechi, Mexica, Tepanechi, Acolhua ed altri popoli di lingua nahuatl (o Nahua) della regione messicana della Mesoamerica, durante il periodo postclassico.

## Etimologia
Il nome Chicōmōztōc è una parola composta che letteralmente significa "il luogo delle sette grotte". Esso deriva da chicōm- (da chicōme, "sette") + ōztō- (da ōztōtl, "grotta, caverna") + -c (suffisso locativo).

## Descrizione
Esiste un legame tra Chicomoztoc ed alcune tradizioni leggendarie riguardanti Culhuacan (Colhuacan), un insediamento precolombiano situato nella Valle del Messico, considerato uno dei primi insediamenti della valle. Culhuacan ("luogo di quelli con antenati" è la traduzione letterale dal nahuatl classico) era considerato un luogo prestigioso dagli Aztechi/Mexica (che si definivano 'Culhua-Mexica'). Nei codici aztechi, il simbolo o glifo che rappresentava il toponimo di Culhuacan prendeva la forma di una collina inclinata o curva (un gioco di parole con l'omonimia del nahuatl col-, che significava "inclinato, contorto").
Alcuni ricercatori hanno tentato di identificare Chicomoztoc con una precisa località geografica, situata probabilmente tra i 100 ed i 300 chilometri a nord-est della Valle del Messico, compreso un rilievo vicino all'odierna San Isidro Culhuacan.